# Євпаторійський музей аптеки
Музей фармації Криму (Музей аптеки) — музей у Євпаторії, відкритий у 2004 році. Розташований на вулиці Караєва.

## Історія
Аптека на вулиці Морський (зараз — Караєва) у Євпаторії була відкрита 18 листопада 1823 року і стала першою на території Криму. Її засновником був В. Шпурх, а в 1880 році вона перейшла сім'ї провізора А. М. Печицького. Печицькі мали аптекарський город, де вирощували рослини, з яких пізніше виготовляли препарати для аптеки. 28 травня 1897 року, після смерті глави сім'ї, його вдова і діти продали аптечну лавку за 18,5 тисяч рублів Аврааму Ісаакович Рофе.
Авраам Рофе був караїмом за віросповіданням. Нагороджений орденом Святого Станіслава 3-го ступеня і темно-бронзовою медаллю для носіння на грудях за участь у загальному перепису населення 1897 року в Таврійській губернії.
Відразу після придбання аптеки Рофе побудував на її місці нову будівлю, яка збереглася донині. У 1907 році власники приватних аптек Євпаторії направили запит у лікарське відділення Таврійського губернського правління з проханням «о предоставлении права увеличить число аптекарских учеников, полагая на каждого помощника по 2 ученика, мотивируя свою просьбу в силу крайне тяжёлых экономических условий, при содержании штата служащих из 4 помощников при 2 учениках». У цей час аптека працювала 10-14 годин на добу.
Після встановлення радянської влади на півострові аптеку Рофе було націоналізовано в листопаді 1920 року.
У 2004 році з ініціативи Тетяни Ачкасової й за підтримки міського голови Євпаторії Андрія Даниленка в будівлі чинної комерційної аптеки № 43 відкрито музей. Він став частиною екскурсійно-туристичного маршруту «Малий Єрусалим».
У сусідній будівлі з музеєм фармації розташований Музей пошти.

## Експозиція
У музеї збереглися аптечні меблі початку XX століття: дерев'яні дубові стелажі, різні шухляди та полиці. Експозиція зайняла частину чинного торгового залу аптеки та доступна для відвідування безоплатно. Експозиція музею охоплює зразки аптечного посуду XIX — початку XX століття, ваги, старі прейскурант на ліки та книги з медицини, копію договору купівлі-продажу аптеки, укладену між сім'єю Печицьких і Рофе, а також видання «Медико-фармацевтичних практик» 1892 року.

## Галерея

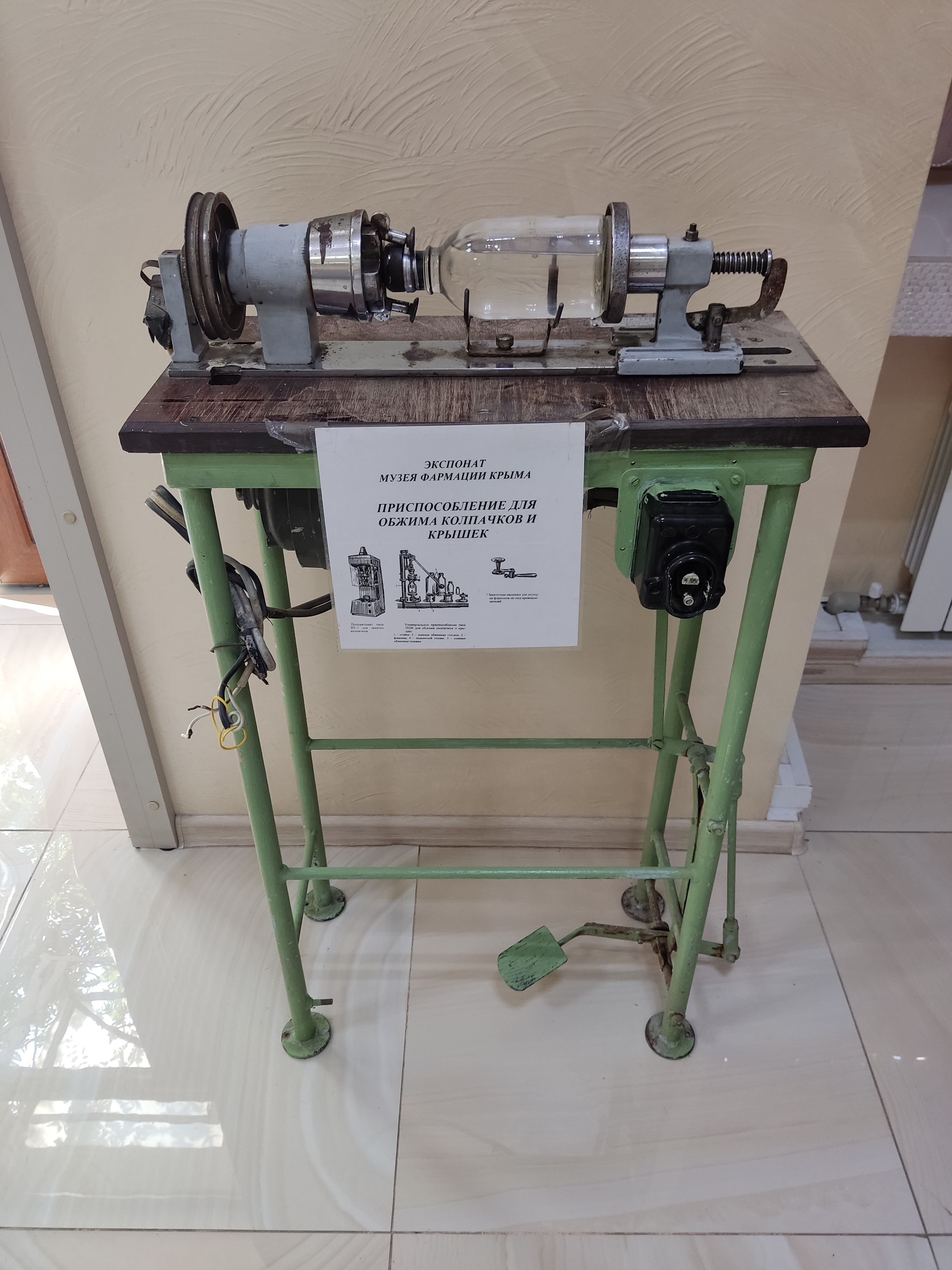
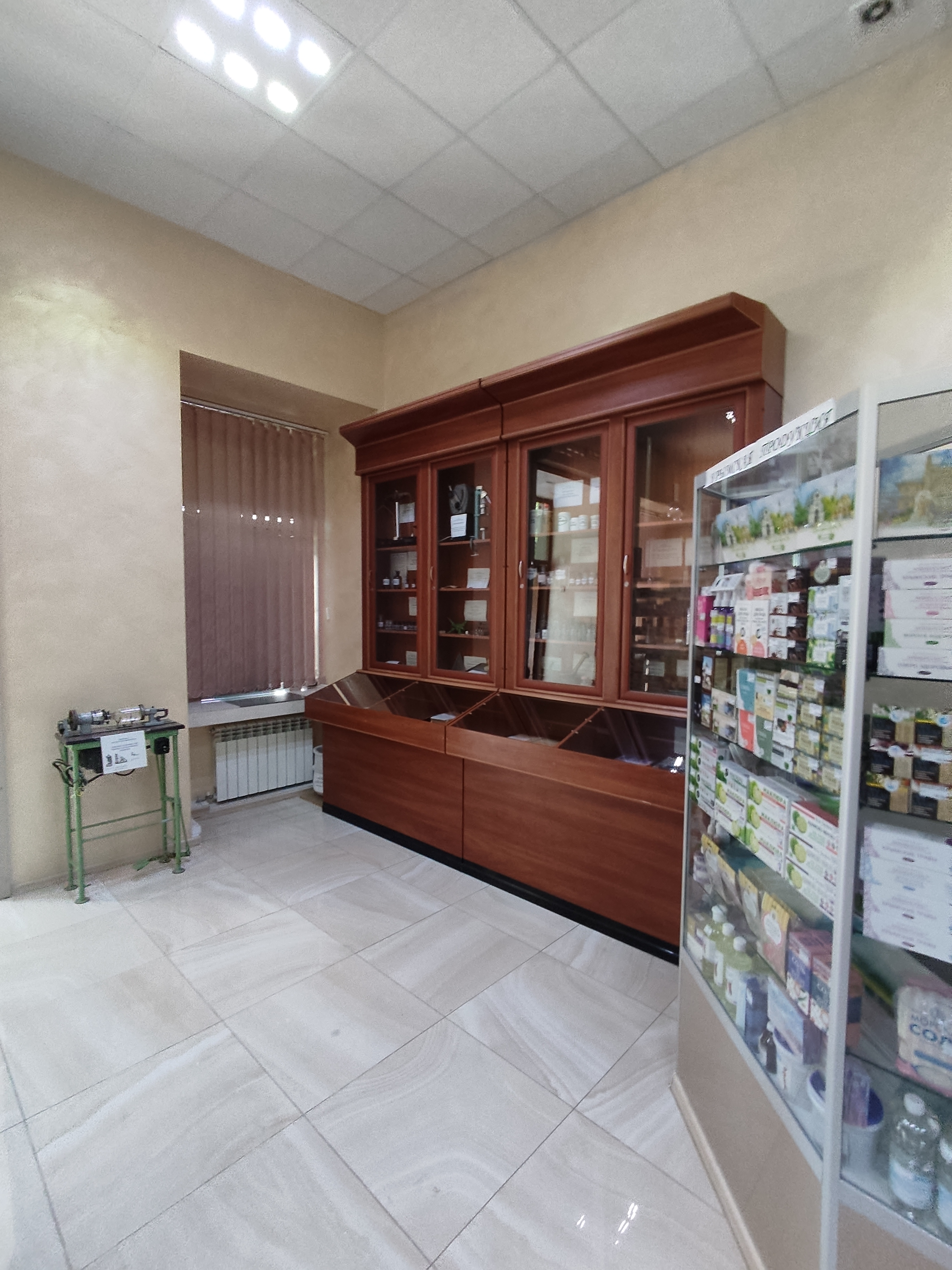
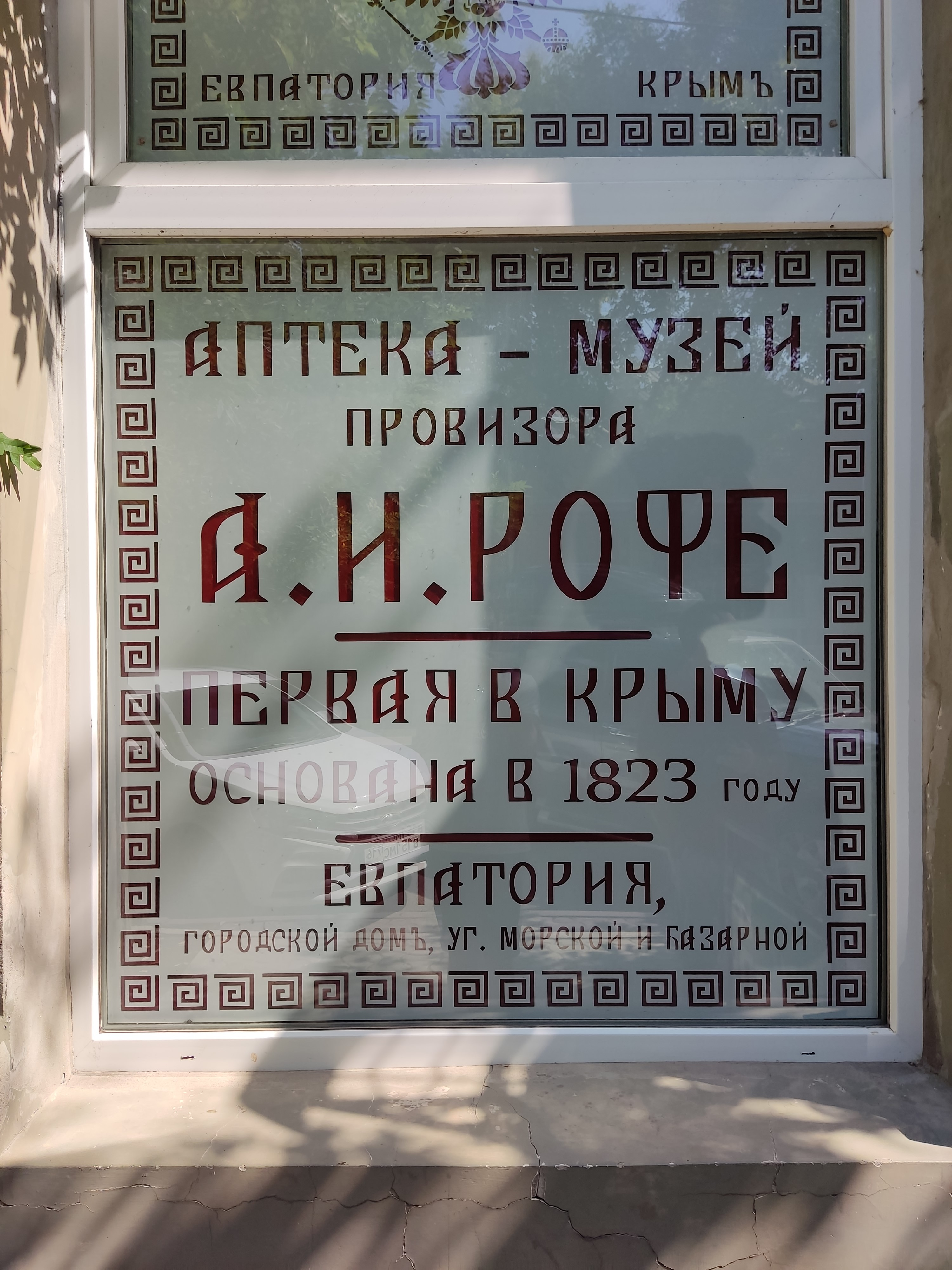
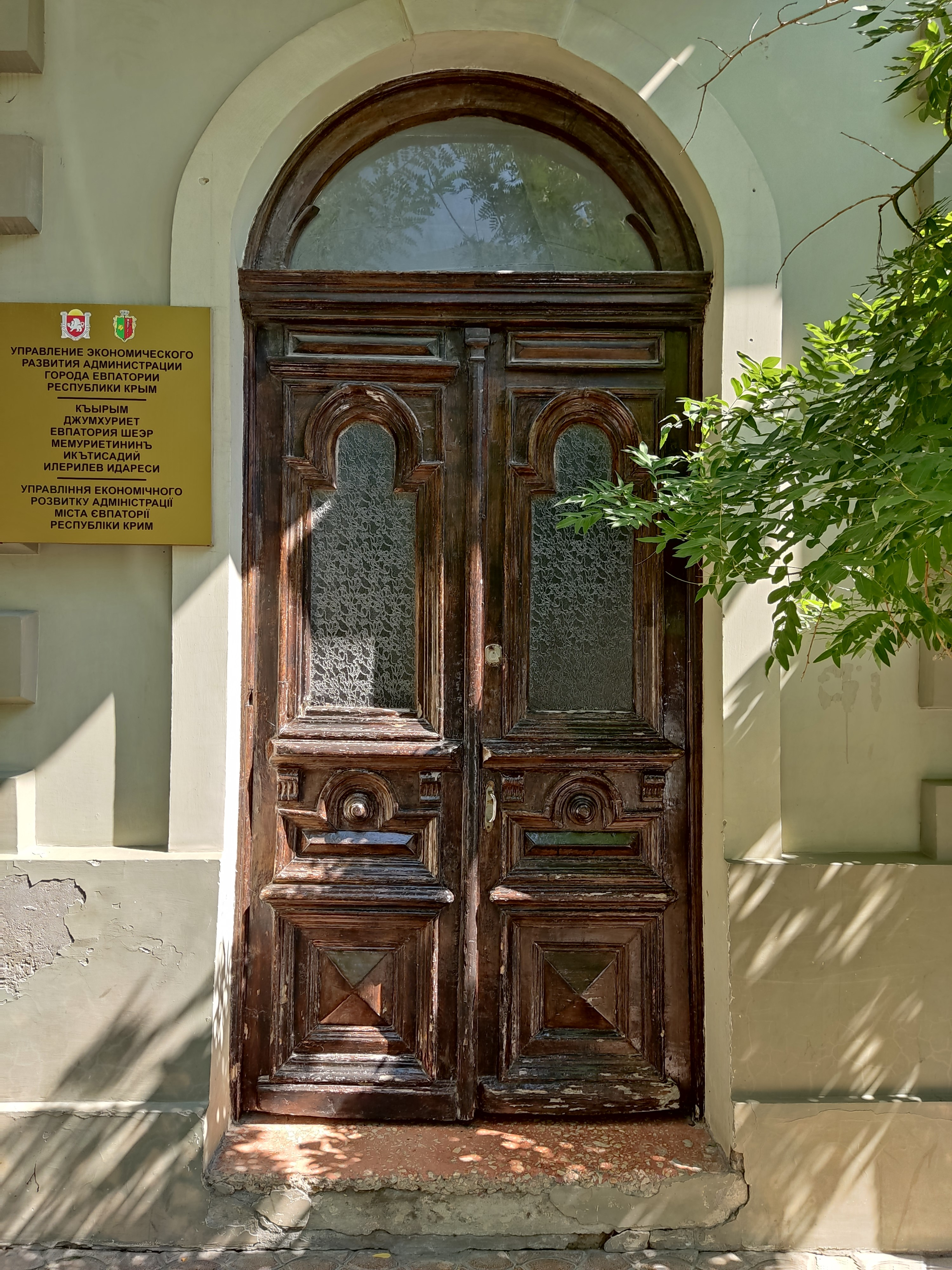